# Хромель
Хроме́ль — нікелевий сплав, що містить наступні компоненти: хром (Cr) — 8,5...10 %; нікель (Ni) — 89...91 %; кобальт (Co) — 0,6...1,2 %; кремній (Si), мідь (Cu), манган (Mn) та інші елементи як домішки. Назва сплаву походить від частин (виділено) слів «ХРОМ» та «нікЕЛЬ». Інша назва сплаву: Chromel® (зареєстрована торгова марка компанії Concept Alloys, Inc.).

## Хімічний склад
Стандартизовано хромель чотирьох видів, що мають назви (в дужках — марки) Хромель Т (НХ 9,5), Хромель К (НХ 9), Хромель ТМ (НХМ 9,5), Хромель КМ (НХМ 9). Перші дві марки державни стандартом у нових розробках застосовувати не рекомендується. Хімічний склад цих сплавів такий:
| Сплав (марка)        | %Ni       | %Cr      | %Co      | %Si     | %Fe | %Mg  | %Mn  | %Cu  | %Pb   |
| -------------------- | --------- | -------- | -------- | ------- | --- | ---- | ---- | ---- | ----- |
| Хромель Т (НХ 9,5)   | 89,0-91,0 | 9,0-10,0 | 0,6-1,2  | 0,4     | 0,3 | 0,05 | 0,30 | 0,25 | 0,002 |
| Хромель К (НХ 9)     | 89,0-91,0 | 8,5-10,0 | 0,4-1,2  | 0,4     | 0,3 | 0,05 | 0,30 | 0,25 | 0,002 |
| Хромель ТМ (НХМ 9,5) | 89,0-91,0 | 9,0-10,0 | не норм. | 0,1-0,6 | 0,3 | 0,05 | 0,30 | 0,25 | 0,002 |
| Хромель КМ (НХМ 9)   | 89,0-91,0 | 8,5-10,0 | не норм. | 0,1-0,6 | 0,3 | 0,05 | 0,30 | 0,25 | 0,002 |

## Фізико-механічні властивості
Фізичні і механічні властивості сплавів хромель Т (НХ9,5) і К (НХ9):
- температура плавлення —  1427 °C[3];
- густина — 8720 кг/м³[4];
- лінійний коефіцієнт теплового розширення при 0...1000˚С — 15,6...17,4× 10−6 °C−1[4];
- питомий електричний опір — 0,68±0,05 Ом·мм²/м[4];
- температурний коефіцієнт електричного опору — 4,1·10-4 °C-1[3].
- магнітні властивості — не магнітний;
- границя міцності σв — 490 МПа[4];
- відносне видовження δ — 15...20%[4];
- твердість за Брінеллем, HB — 150...200 кгс/мм² (у м'якому стані) 300 кгс/мм² (у твердому стані).

## Застосування
Хромель знайшов широке застосування в пірометрії при виготовленні компенсаційних проводів (Хромель К і КМ), а також як позитивний термоелектрод (Хромель Т і ТМ) при виробництві термопар. Термопари з хромелю у поєднанні з алюмелем показують дуже добру лінійність залежності напруги від температури аж до 1200 °C. 
Дріт з хромелю використовується як резистивний матеріал електронагрівних елементів. 
Хромель поставляється у вигляді дроту діаметром від 0,2 до 5,0 мм.

## Хромель А
Інколи зустрічається назва «Хромель А» (англ. Chromel A), котра має на увазі сплав, що містить приблизно 80% нікелю і 20% хрому. Цей сплав використовується для виготовлення електронагрівних елементів завдяки його відмінній стійкості до високотемпературної корозії і окиснення. Найпоширеніша назва цього сплаву — «Ніхром», а маркування — Х20Н80 (NiCr80/20).